# Église Saint-Jérémie de Goraždevac
Pour les articles homonymes, voir Église Saint-Jérémie.
L'église Saint-Jérémie de Goraždevac (en serbe cyrillique : Црква Светог Јеремије у Гораждевцу ; en serbe latin : Crkva Svetog Jeremije u Goraždevcu) est une église orthodoxe serbe en bois située au Kosovo, à Goraždevac/Gorazhdevc, près de la ville de Pejë/Peć. Construite au début du XVIIe siècle, elle considérée comme la plus ancienne église en bois des Balkans. Elle est inscrite sur la liste des monuments culturels d'importance exceptionnelle de la république de Serbie.

## Histoire
L'église en bois Saint-Jérémie est la plus ancienne église de ce genre en Serbie, les portes royales (en serbe : carske dveri) de l'iconostase datant de la fin du XVIe siècle ou du début du XVIIe siècle. Selon la légende, elle a été construite par les Srbljaci, la plus ancienne tribu de la région ; ce nom fut plus tard porté par les habitants de la haute vallée du Lim qui se sont installés dans la région de la Métochie en 1737-1738.

## Architecture
L'église Saint-Jérémie est de dimension modeste. Elle est construite sur un plan rectangulaire avec une nef unique et une abside à deux pans. Le toit est bas et couvert de lourdes dalles de pierre. L'espace intérieur est divisé en trois parties : le narthex, la nef et l'abside où se trouve l'autel. Le sol est recouvert de dalles de pierre irrégulières, tandis que le plafond est constitué de planches en bois.
Des travaux de consolidation et de restauration ont été réalisées en 1968.